# 田鍾秀
田 鍾秀（チョン・ジョンス、朝鮮語: 전종수、1963年9月20日 - ）は、朝鮮民主主義人民共和国の政治家。祖国平和統一委員会副委員長。南北共同連絡事務所北側所長などを歴任。

## 経歴
1963年に朝鮮民主主義人民共和国（北朝鮮）の平壌で生まれた。2000年から南北閣僚級会談などに同席するようになる。祖国平和統一委員会書記局参事を経て、2003年に同委員会の書記局部長に就任した。以後、南北閣僚級会談、実務者協議に北側の代表として出席している。
2015年に北朝鮮の開城で開催された南北当局会談の際には、南北離散家族問題や金剛山での観光再開などに関する大韓民国（韓国）との協議に代表者として参加したが、合意に至らず決裂した。
2018年1月には韓国の趙明均統一部長官らと会談し、韓国で開催される平昌オリンピックに北朝鮮が参加することなどを協議した。
同年9月14日、南北朝鮮による板門店宣言に基づき共同で北朝鮮の開城工業団地に開設した南北共同連絡事務所の北朝鮮側の所長に任命される。
2019年3月22日、北朝鮮が南北共同連絡事務所から全職員とともに引き揚げたため、同事務所の北側代表は空席となる。（同事務所は2020年6月16日、北朝鮮によって爆破・破壊された。）

## 参考サイト
- 북한정보포털